# Tramwaje w Świętogórsku
Tramwaje w Świętogórsku − zlikwidowany system komunikacji tramwajowej w ukraińskim mieście Świętogórsk. 

## Historia
Tramwaje w Świętogórsku uruchomiono w 1930 r. Na linii tramwajowej o szerokości toru 1524 mm kursowały tramwaje z napędem spalinowym. System zlikwidowano w 1941 r. 